# Terminal rodoviário

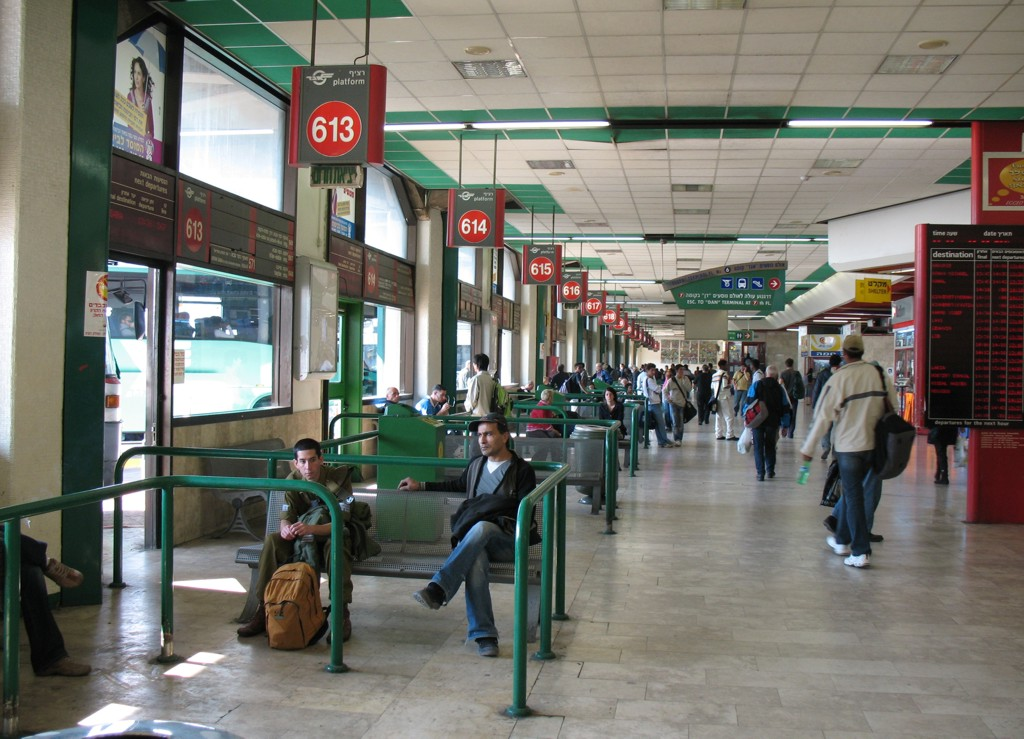
Estação rodoviária central de Telavive, em Israel

Terminais rodoviários ou estações rodoviárias (também conhecidos, em Portugal, por centrais de camionagem) são estruturas onde ônibus/autocarros urbanos ou interurbanos param para que os passageiros embarquem e/ou desembarquem. Distinguem-se dos pontos de ônibus, quer pela sua maior dimensão, quer pelo tipo de infraestruturas oferecidas aos utentes (normalmente, uma paragem é simplesmente um local na beira da estrada ou de um passeio (calçada)) e por, frequentemente, ser o local de início ou término das viagens (carreiras).

## Exemplos
Alguns dos maiores terminais rodoviários do mundo são:
- Estação rodoviária central de Telavive, em Israel — frequentemente apontado como a maior do mundo, tem uma área coberta é 197 600 m², mais 34 000 m² ao ar livre, 7 pisos, 29 elevadores e mais de 1000 lojas, que fazem, dele, o maior centro comercial de Israel. O movimento médio diário era, em 1993, de 5 000 autocarros e 150 000 passageiros.[1][2]

- Port Authority Bus Terminal, em Nova Iorque, nos Estados Unidos — o mais movimentado do mundo, serviu 58 milhões de passageiros em 2008.[3] O movimento diário é de aproximadamente 7 000 autocarros e 250 000 passageiros.[4]

- Terminal Rodoviário Tietê em São Paulo, no Brasil — o mais movimentado da América do Sul e o segundo mais movimentado do mundo, com uma área total de 200 000 m² e 54 480 m² de área construída.[5]

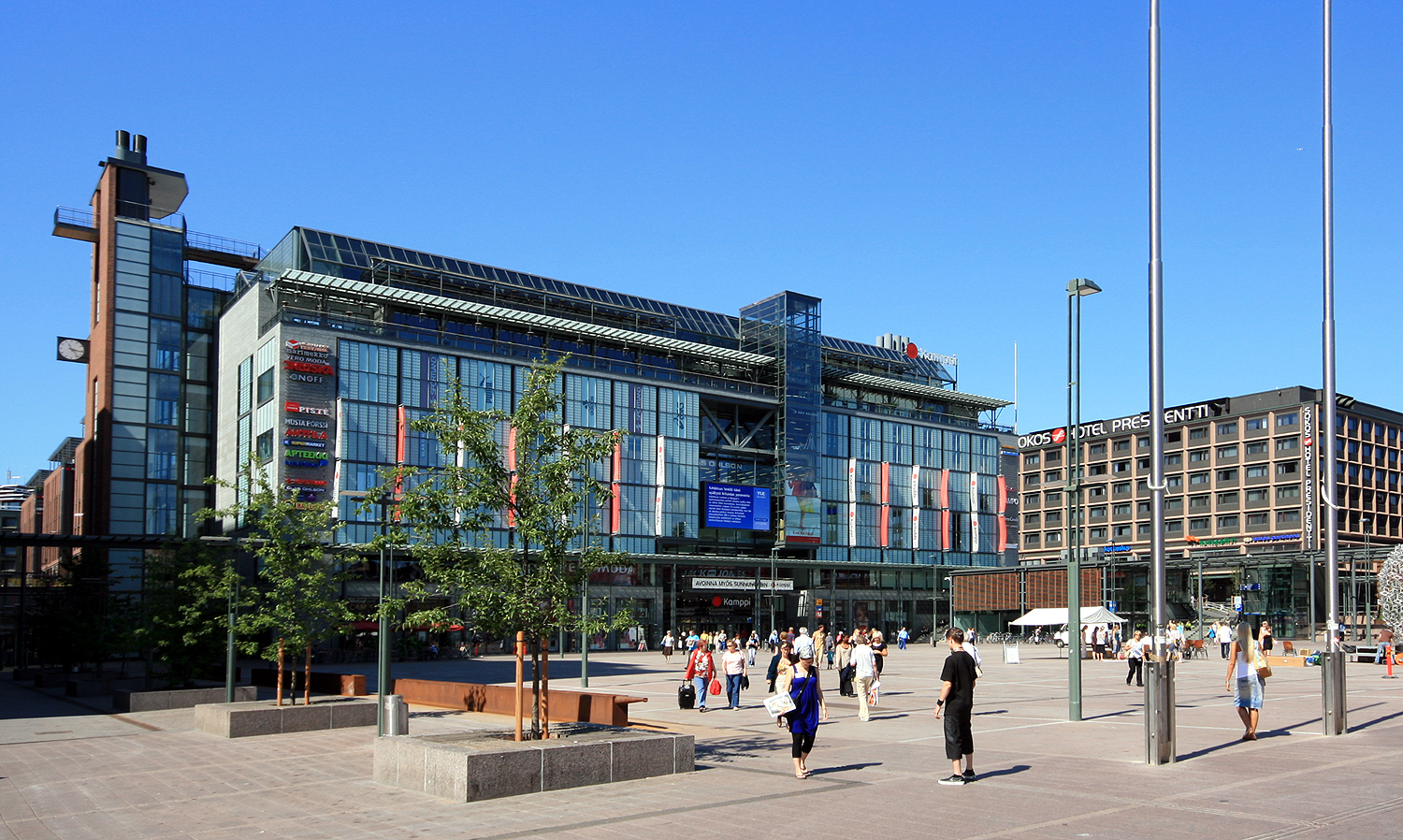
O Centro Kamppi, em Helsínquia, na Finlândia

- Centro Kamppi (em língua finlandesa, Kampin keskus), em Helsínquia, na Finlândia —  o maior terminal rodoviário subterrâneo da Europa.[6]

- Gare Routière Internationale de Paris-Gallieni, em Paris, na França — o maior terminal rodoviário da Europa, com uma área total de 6 000 m² de área construída.[7]

Em Portugal, alguns dos principais terminais rodoviários são:
- Terminal Rodoviário do Parque das Camélias (cidade do Porto), na zona da Praça da Batalha (Porto),[8] na cidade do Porto.

- Terminal Rodoviário do Campo 24 de Agosto,[9] na cidade do Porto.